# Whitehall (Wisconsin)
Whitehall es una ciudad ubicada en el condado de Trempealeau en el estado estadounidense de Wisconsin. En el Censo de 2010 tenía una población de 1.558 habitantes y una densidad poblacional de 214,84 personas por km².

## Geografía
Whitehall se encuentra ubicada en las coordenadas 44°21′55″N 91°19′40″O / 44.36528, -91.32778. Según la Oficina del Censo de los Estados Unidos, Whitehall tiene una superficie total de 7.25 km², de la cual 7.25 km² corresponden a tierra firme y (0%) 0 km² es agua.

## Demografía
Según el censo de 2010, había 1.558 personas residiendo en Whitehall. La densidad de población era de 214,84 hab./km². De los 1.558 habitantes, Whitehall estaba compuesto por el 96.92% blancos, el 0.45% eran afroamericanos, el 0.06% eran amerindios, el 0.39% eran asiáticos, el 0% eran isleños del Pacífico, el 1.54% eran de otras razas y el 0.64% pertenecían a dos o más razas. Del total de la población el 4.24% eran hispanos o latinos de cualquier raza.